# كيميكو داتي كروم
كيميكو داتي كروم (باليابانية: クルム伊達公子) مواليد 28 سبتمبر 1970 في كيوتو، اليابان، هي لاعبة كرة مضرب يابانية تلعب باليد اليمنى بدأت مسيرتها كمحترفة عام March 1989 وتحتل حالياً المرتبة رقم. 151 (21 مايو 2015) في تصنيف رابطة محترفات كرة المضرب. هي لاعبة كرة مضرب يابانية سابقة كانت تلعب باليد اليمنى بدأت مسيرتها كمحترفة عام March 1989، اعتزلت اللعب في 1996; comeback in 2008.

## نبذة
التسجيل قبل زواجها، مواليد 28 سبتمبر 1970) هو لاعب كرة المضرب المحترفات الياباني. وقد حصلت على أكثر من 200 مباراة في البطولة وفاز في بطولة اليابان المفتوحة أربع مرات. في عام 1994، وكانت في المرتبة أعلى عشرة لاعبات كرة القدم في العالم، ووصل مهنة عالية الدولي رقم 4. في عام 1992، منحت WTA لها «معظم تحسين لاعب السنة». بعد ان لعب في دورة الألعاب الأولمبية الثانية لها، أعلنت اعتزالها في 24 سبتمبر 1996. [1]

## روابط خارجية
- كيميكو داتي كروم على موقع رابطة محترفات التنس (الإنجليزية)
- كيميكو داتي كروم على موقع الاتحاد الدولي لكرة المضرب (الإنجليزية)
- كيميكو داتي كروم على موقع كأس بيلي جين كينغ (الإنجليزية)
- كيميكو داتي كروم على موقع خلاصة التنس.كوم (الإنجليزية)
- كيميكو داتي كروم على موقع أوليمبيديا (الإنجليزية)